# Fandens Keglebane

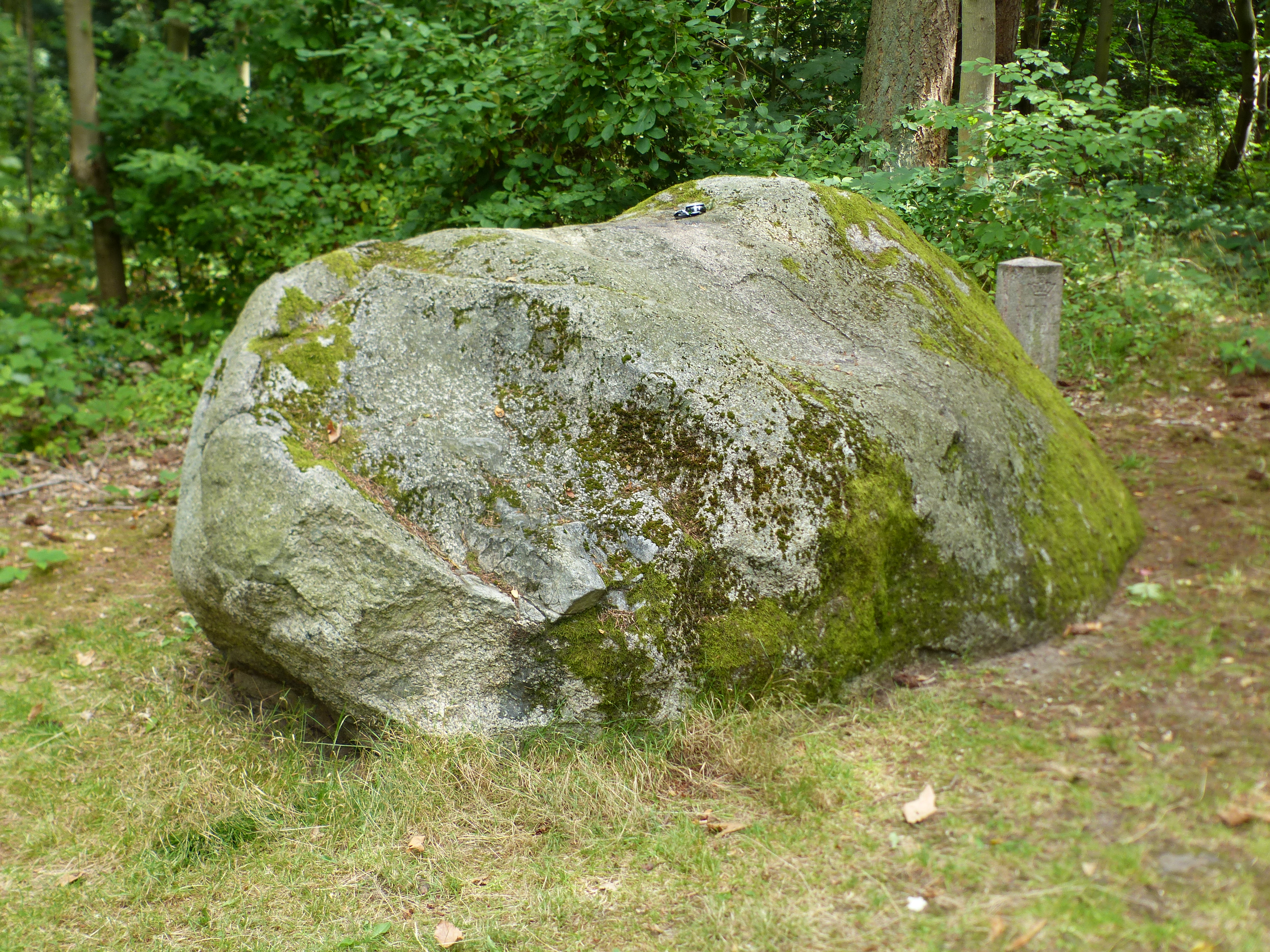
Fandens Keglebane in Nexø

Fandens Keglebane (dt.: des Teufels Kegelbahn) ist ein etwa 3 Meter langer und 2 Meter breiter Findling (dänisch Vandreblok) im Nexø Lystskov (Wald), südwestlich der Stadt Nexø auf der dänischen Insel Bornholm. Wegen zahlreicher Petroglyphen auf seiner Oberseite wurde er 1918 unter Schutz gestellt.

## Beschreibung
1876 war Fandens Keglebane einer der ersten Schalensteine, über die an das Dänische Nationalmuseum berichtet wurde.
Auf der Oberseite des Steinblocks sind deutlich mindestens 17 Schälchen zu erkennen. Diese Anzahl von runden Vertiefungen wird schon im Text der Unterschutzstellung erwähnt. Bei einer Begutachtung im Jahr 1985 wurden auf dem sattelförmigen Mittelteil des Steins mindestens 20 Schälchen festgestellt.
Die meisten der ursprünglich 17 Schälchen liegen dicht nebeneinander entlang der oberen Kante des Steins. Später wurden auf der flachen, zum Boden hin abfallenden Seite weitere Schälchen entdeckt. Bornholms Museum in Rønne zeigt auf einer Abbildung des Steins 36 markierte Schälchen und zwei einem Fußabdruck ähnliche Eintiefungen.
Der Schalenstein erhielt seinen Namen Ende des 19. Jahrhunderts weil die Vertiefungen jenen Grübchen ähnlich sehen, die früher auf Kegelbahnen die Aufstellung der Kegel markierten. Die Petroglyphen sind vorchristlichen Ursprungs (späte Bronzezeit) und wurden daher, wie andere für die Bevölkerung unverständliche Phänomene der Vorzeit, dem Teufel zugeordnet.
Auf Bornholm sind Felsritzungen häufig und es gibt zwei Findlinge mit dem Namen Fandens Keglebane.
Der  zweite ist Fandens Keglebane an der Ecke Limensgade und Elmevej in Aakirkeby.